# Seznam španskih dirkačev
Seznam španskih dirkačev.

## A
- Fernando Alonso

## C
- Ana Carrasco Gabaron
- Carlos Checa
- Álex Crivillé

## E
- Aleix Espergaró
- Pol Espergaró

## G
- Sete Gibernau

## N
- Ángel Nieto

## P
- Daniel Pedrosa

## R
- Esteve Rabat
- Álex Rins
- Pedro de la Rosa

## S
- Carlos Sainz
- Carlos Sainz mlajši

## T
- Jordi Torres

## V
- Efrén Vázquez
- Maverick Viñales

## X
- Rubén Xaus